# 山下詩織
山下 詩織（やました しおり、2000年2月17日 - ）は、日本の女子バスケットボール選手である。ポジションはセンター。Wリーグの富士通レッドウェーブ所属。

## 来歴
福岡県出身。
昭和学院高校から白鴎大に進み、2021年にはユニバーシアード日本代表候補にも選出された。
2022年に富士通レッドウェーブにアーリーエントリーで加入。卒業後正式加入。
2025年オフ、現役引退。